# Rudolph, a Rena do Nariz Vermelho

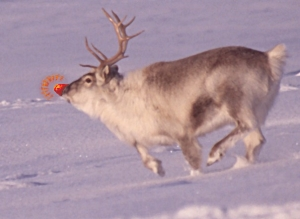
A rena Rudolph

Rudolph ou Rudolfo a Rena de Nariz Vermelho (Em Portugal), é uma rena fictícia que possui um nariz vermelho incandescente, popularmente conhecida como a "Nona Rena do Pai Natal". A maioria das pessoas pensa que ela é a líder das renas que puxam o trenó do Pai Natal na véspera de Natal, mas na verdade o líder é o Fogoso. A luminosidade do seu nariz é tão grande que ilumina o caminho da equipa através das tempestades de inverno.
Rudolph surgiu pela primeira vez em 1939 num dos livretos escritos por Robert L. May e publicado pela Montgomery Ward.
A história é de propriedade da The Rudolph Company, L.P. e foi adaptada em diversas formas, incluindo uma canção popular, um especial de televisão e sequências, e uma longa-metragem e sequências. Em muitos países, Rudolph tornou-se uma figura do folclore natalino.